# Patrick Monahan
Patrick T. „Pat“ Monahan (* 28. února 1969) je americký zpěvák, skladatel, hudebník a herec, známým se stal jako hlavní zpěvák a skladatel kapely Train. Spolupracoval s různými umělci a nahrál sólové album Last of Seven.